# Rapska biskupija
Rapska nadbiskupija (lat. Dioecesis Arbensis), nekadašnja katolička biskupija u Hrvatskoj. 

## Povijest
Vjeruje se da je utemeljena nedugo nakon Milanskog edikta jer je u starorimskoj pokrajini Dalmaciji u tom razdoblju bilo više biskupskih sjedišta. Podatak o tomu je dao sveti Atanazije Aleksandrijski, koji u svojim papirima izjavljuje da su dalmatinski biskupi sudjelovali na crkvenom saboru u Sardiki (343. – 344.), a Rab je dalmatinski otok. Prvi rapski biskup kojeg bilježe izvori je bio Ticijan, koji je sudjelovao na provincijskom saboru u Saloni 15. lipnja 530. i 4. svibnja 533. godine.
Značaj biskupije se vidilo i po tome što je rapski biskup jedini među potpisanima imao u potpisu "biskup svete biskupije". U to vrijeme je Rapska biskupija pripadala Salonitanskoj nadbiskupiji, a vjeruje se da su joj onda teritorijalno pripadala i područja kasnije Krčke i Osorske biskupije. Crkvenim saborom u Splitu 928. godine joj je pripao i otok Pag te dio podvelebitskog priobalja, kojeg je zadržala sve dok se nije uspostavilo Senjsku biskupiju.
U 12. stoljeću je sjedište ove biskupije, grad Rab, i dalje bio vrlo značajnim gradom. O njegovom značaju svjedoči i to što je onda, na molbu ondašnjega biskupa, novosagrađenu crkvu posvetio osobno Aleksandar III., papa 1177. godine kad se vraćao iz Zadra u Mletke.
30. lipnja 1828. godine Rapsku biskupiju, zajedno sa susjednom Osorskom papa Lav XII. bulom “Locum Beati Petri” (Mjesto blaženog Petra) ukinuo je i pripojio Krčkoj biskupiji.
Danas je naslovna biskupija, čiji je naslovni biskup je Júlio César Souza de Jesus pomoćni biskup Fortaleze u Brazilu.

## Biskupi
- Ticijan (o. 530. – 532.)
- Petar (986.)
- Madije (10118.)
- Drago (1062. – 1071.)
- Petar (1072.)
- Grgur (1075.)
- Dobronja (o. 1080.)
- Vitalis (o. 1086.)
- Petar (1094.)
- Vuk Pavao (o. 1097. – 1110.)
- Bona (1111. – 1145.)
- Andrija (1177. – 1193.)
- Prodan de Lauro (1205. – 1212.)
- Venancije (1216.)
- Pavao (1239. – 1243.)
- Stjepan de Dominis (1249. – 1258.)
- Grisogono de Dominis (1363. – 1372.)
- Franjo Firentinac (1423. – 1428.)
- Nikola Zadranin (1443. – 1447.)
- Andrija Črnota (1583. – 1588.)
- Andrija Karlović (1728. – 1738.)
- Ivan Petar Galzigna (1795. – 1823.)

## Popis titularnih (naslovnih) biskupa[4]
- Paul Leonard Hagarty (25. lipnja 1950. – 5. srpnja 1960.)
- Edward Ernest Swanstrom  (14. rujna 1960. – 10. kolovoza 1985.)
- Patricio Maqui Lopez (16. listopada 1985. – 2. veljače 1991.)
- Jan Pawel Lenga (13. travnja 1991. – 7. srpnja 1999.)
- Cyryl Klimowicz (13. listopada 1999. – 17. travnja 2003.)
- Zacharias Cenita Jimenez (11. lipnja 2003. – 19. travnja 2018.)
- Júlio César Souza de Jesus (11. srpnja 2018. - danas)

### Članci
- Novak, Zrinka. 2020. Iz rapske crkvene prošlosti. Prilog životopisu rapskoga biskupa Vincenta Negusantija (1514. – 1567.). Croatica Christiana periodica. Sveučilište u Zagrebu - Katolički bogoslovni fakultet. Zagreb. 44 (86): 59–86